# Верначча
Верначча (итал. Vernaccia) — сорт белого винограда, который встречается во многих итальянских винах, но наиболее часто ассоциируется с тосканским вином Верначча ди Сан-Джиминьяно.
Ампелографы определили, что виноград верначча имеет множество клональных разновидностей, но не связан с некоторыми итальянскими сортами, известными как «верначча», такими как сардинские сорта, используемые в хересоподобном вине «Верначча ди Ористано», красный виноград Трентино-Альто-Адидже/Зюдтироль, известный как троллингер, или черный виноград, используемый в красном игристом вине из Марке «Верначча ди Серрапетрона». Возможно, причиной этого является то, что корень названия «верначча» переводится на разные итальянские диалекты и другие языки (такие как немецкий и сардинский) и может применяться к любому местному винограду.

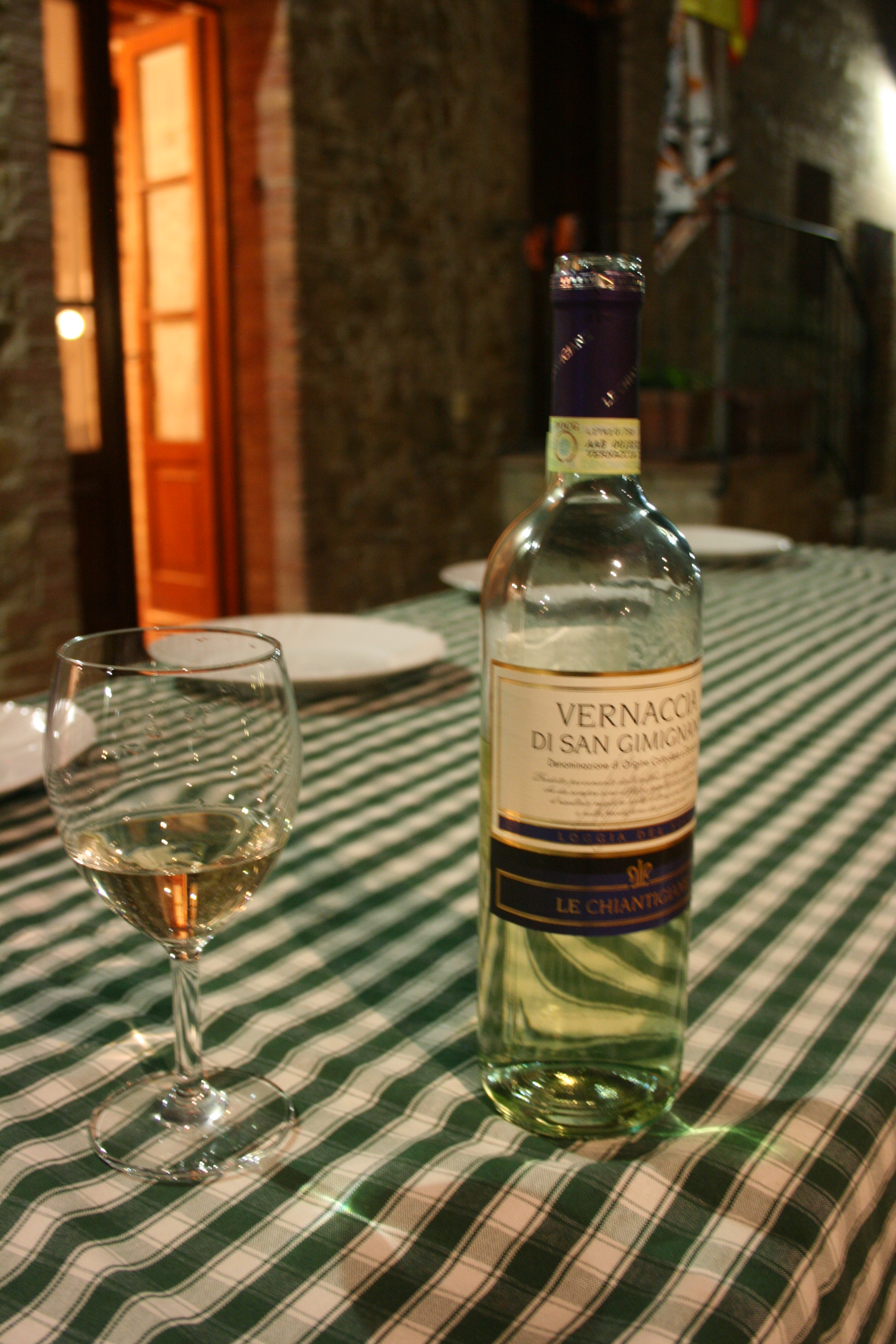
Тосканское вино, сделанное из винограда сорта верначча

## История
Тосканский сорт винограда верначча, используемый для производства вина Верначча ди Сан-Джиминьяно, является древним сортом, но его происхождение остается неясным. Ампелографы не могут прийти к единому мнению о том, откуда произошел этот виноград — из Восточной Европы, Греции или же он является коренным для Италии.
В Средние века вино верначча было популярно в Лондоне под названием «Вернаж». Это вино упоминается в архивах Сан-Джиминьяно с 1276 года, что свидетельствует о его долгой истории.
Верначча ди Сан-Джиминьяно в 1966 году стало первым итальянским вином, получившим статус Denominazione di origine controllata (сокр. DOC), а в 1993 году его статус был повышен до Denominazione di origine controllata e garantita (сокр. DOCG), что подтверждает его высокое качество и значимость.

## Стиль
Белый виноград Верначча ди Сан-Джиминьяно является наиболее известным сортом Верначча и производит свежее вино с хорошей кислотностью и цитрусовыми нотками. Иногда его смешивают с треббьяно, но он также встречается как моносортовое вино.